# NGC 6373
NGC 6373 is een balkspiraalstelsel in het sterrenbeeld Draak. Het hemelobject werd op 13 juni 1885 ontdekt door de Amerikaanse astronoom Lewis A. Swift.

## Synoniemen
- UGC 10850
- MCG 10-25-23
- ZWG 300.22
- PGC 60220